# Stanisław Malik (wojskowy)
Stanisław Malik (ur. 6 maja 1898 w Krakowie, zm. ?) – kapitan piechoty Wojska Polskiego, działacz niepodległościowy.

## Życiorys
Urodził się 6 maja 1898 w Krakowie, w rodzinie Józefa, przedsiębiorcy budowlanego, i Marii z Imielskich. W 1913, po ukończeniu szkoły powszechnej i szkoły wydziałowej, rozpoczął naukę w Wyższej Szkole Przemysłowej w rodzinnym mieście.
28 sierpnia 1914 wstąpił do Legionów Polskich i został przydzielony do Biura Informacyjnego Legionów w charakterze kancelisty. W lipcu 1915 został przeniesiony do 3. kompanii I Batalionu Uzupełniajacego, a następnie do 3. kompanii I batalionu 4 pułku piechoty. Od 15 lipca tego roku walczył na froncie lubelskim i wołyńskim. W bitwie pod Jastkowem został ranny w lewą rękę. Od 6 października 1916, po wycofaniu pułku z frontu, pozostawał w służbie tyłowej. 4 kwietnia 1917 został wymieniony we wniosku o odznaczenie austriackim Krzyżem Wojskowym Karola. 15 września 1917, po kryzysie przysięgowym, został wcielony w stopniu plutonowego do c. k. Pułku Strzelców Nr 16 i wysłany na front rumuński. Tam, pełniąc funkcję zastępcy dowódcy plutonu, został ranny po raz drugi w prawe kolano.
W listopadzie 1918 wstąpił do odtworzonego 4 pułku piechoty Legionów i w jego szeregach walczył na wojnie z Ukraińcami, a następnie – wojnie z bolszewikami. Po zakończeniu działań wojennych pozostał w macierzystym pułku jako podoficer zawodowy. Pełni kolejno funkcje: dowódcy plutonu, szefa kompanii i podoficera kancelaryjnego. 16 sierpnia 1923 został przyjęty do Oficerskiej Szkoły dla Podoficerów w Bydgoszczy. W szkole uzupełnił wykształcenie wojskowe i ogólne zdając egzamin dojrzałości. 15 lipca 1925 prezydent RP mianował go podporucznikiem ze starszeństwem z 15 lipca 1925 i 10. lokatą w korpusie oficerów piechoty, a minister spraw wojskowych wcielił do 73 pułku piechoty w Katowicach na stanowisko dowódcy plutonu. W marcu 1926, na własną prośbę, został przeniesiony do 20 pułku piechoty w Krakowie na stanowisko instruktora szkoły podoficerskiej. 15 lipca 1927 prezydent RP nadał mu stopień porucznika ze starszeństwem z dniem 15 lipca 1927 i 10. lokatą w korpusie oficerów piechoty. Później, w tym samym pułku, pełnił służbę na stanowisku zastępcy oficera materiałowego i dowódcy kompanii. W marcu 1932 został przeniesiony do Korpusu Ochrony Pogranicza i przydzielony do batalionu KOP „Budsław” na stanowisko oficera kompanii granicznej „Olkowicze”. Później, w tym samym batalionie, został przesunięty na stanowisko dowódcy kompanii granicznej „Dołhinów”. 27 czerwca 1935 prezydent RP nadał mu stopień kapitana z dniem 1 stycznia 1935 i 182. lokatą w korpusie oficerów piechoty. W listopadzie 1937 został przeniesiony z KOP do 20 pułku piechoty na stanowisko dowódcy kompanii. W marcu 1939 dowodził 1. kompanią. Później został przesunięty na stanowisko oficera mobilizacyjnego pułku.
W czasie kampanii wrześniowej 1939 pełnił funkcję adiutanta Ośrodka Zapasowego 6 Dywizji Piechoty. 19 września 1939 razem z ośrodkiem przekroczył granicę polsko-rumuńską i został internowany w Ocnele Mari. 15 stycznia 1940 uciekł z obozu internowania i przez Jugosławię oraz Włochy dotarł do Francji. Po przybyciu do Paryża został zweryfikowany i przyjęty do Wojska Polskiego we Francji, a następnie skierowany na kurs przeszkolenia w Vichy. Po ukończeniu kursu został przeniesiony do obozu Coëtquidan. Tam otrzymał przydział do 11 pułku piechoty na stanowisko dowódcy kompanii. 26 czerwca 1940 został ewakuowany do Wielkiej Brytanii, gdzie pełnił służbę na stanowisku adiutanta batalionu. Później ukończył kurs dowódców batalionów, kurs moździerzy i kurs w Zarządzie Wojskowym. Ostatnio pełnił służbę na stanowisku kwatermistrza Szpitala Wojennego Nr 11. 23 czerwca 1947 wrócił do Polski.
Był żonaty z Antoniną z Karpałów (1899–1991), z którą miał syna Zenona Bolesława, ps. „Muszka” (1920–2018), porucznika Wojska Polskiego.

## Ordery i odznaczenia
- Krzyż Niepodległości – 17 września 1932 „za pracę w dziele odzyskania niepodległości”[27][28][2][29]
- Krzyż Walecznych dwukrotnie[15][20] (po raz drugi „za udział w b. Legionach Polskich”[30])
- Srebrny Krzyż Zasługi – 1938 „za zasługi w służbie wojskowej”[31][32]